# العلاقات الأردنية الميكرونيسية
العلاقات الأردنية الميكرونيسية هي العلاقات الثنائية التي تجمع بين الأردن وولايات ميكرونيسيا المتحدة.

## مقارنة بين البلدين
هذه مقارنة عامة ومرجعية للدولتين:
| وجه المقارنة                                              | الأردن                   | ولايات ميكرونيسيا المتحدة |
| --------------------------------------------------------- | ------------------------ | ------------------------- |
| المساحة (كم2)                                             | 89.34 ألف                | 702                       |
| عدد السكان (نسمة)                                         | 9.81 مليون               | 105.54 ألف                |
| الكثافة السكانية (ن./كم²)                                 | 109.81                   | 15.03 ألف                 |
| العاصمة                                                   | عمان                     | باليكير                   |
| اللغة الرسمية                                             | اللغة العربية            | لغة إنجليزية              |
| العملة                                                    | دينار أردني              | دولار أمريكي              |
| الناتج المحلي الإجمالي (بليون دولار)                      | 40.07 مليار              | 336.43 مليون              |
| الناتج المحلي الإجمالي (تعادل القوة الشرائية) بليون دولار | 82.80 مليار              | 365.27 مليون              |
| الناتج المحلي الإجمالي الاسمي للفرد دولار أمريكي          | 4.94 ألف                 | 3.02 ألف                  |
| الناتج المحلي الإجمالي للفرد دولار أمريكي                 | 12.05 ألف                |                           |
| مؤشر التنمية البشرية                                      | 0.748                    | 0.640                     |
| رمز المكالمات الدولي                                      | +962                     | +691                      |
| رمز الإنترنت                                              | .jo                      | .fm                       |
| المنطقة الزمنية                                           | ت ع م+02:00، ت ع م+03:00 |                           |

## منظمات دولية مشتركة
يشترك البلدان في عضوية مجموعة من المنظمات الدولية، منها:
| علم المنظمة | اسم المنظمة                               | تاريخ انضمام الأردن | تاريخ انضمام ولايات ميكرونيسيا المتحدة |
| ----------- | ----------------------------------------- | ------------------- | -------------------------------------- |
|             | مؤسسة التنمية الدولية                     | 4 أكتوبر 1960       | 24 يونيو 1993                          |
|             | يونسكو                                    | 14 يونيو 1950       | 19 أكتوبر 1999                         |
|             | وكالة ضمان الاستثمار متعدد الأطراف        | 12 أبريل 1988       | 11 أغسطس 1993                          |
|             | الأمم المتحدة                             | 14 ديسمبر 1955      | 17 سبتمبر 1991                         |
|             | البنك الدولي للإنشاء والتعمير             | 29 أغسطس 1952       | 24 يونيو 1993                          |
|             | الاتحاد الدولي للاتصالات                  | 20 مايو 1947        | 18 مارس 1993                           |
|             | منظمة حظر الأسلحة الكيميائية              | ?                   | ?                                      |
|             | مؤسسة التمويل الدولية                     | 20 يوليو 1956       | 24 يونيو 1993                          |
|             | المركز الدولي لتسوية المنازعات الاستشارية | 29 نوفمبر 1972      | 24 يوليو 1993                          |

## وصلات خارجية
- موقع وزارة الخارجية الأردنية